# L'Astronaute
L'Astronaute (bra: O Astronauta) é um filme de 2022 dirigido por Nicolas Giraud. No Brasil, foi apresentado pela Bonfilm nos cinemas em novembro no Festival Varilux de Cinema Francês 2023.

## Sinopse
Jim Desforges (Nicolas Giraud) é um engenheiro aeronáutico que está de olho em um projeto secreto, seu sonho há muito tempo: construir seu próprio foguete e torná-lo “o primeiro voo espacial tripulado amador da história” .

## Elenco
- Nicolas Giraud : Jim Desforges
- Mathieu Kassovitz : Alexandre Ribbot
- Hélène Vincent : Odette Desforges
- Bruno Lochet : André Lavelle
- Ayumi Roux : Izumi Sayako
- Hippolyte Girardot : Sr. Dominique
- Jean-Henri Compère : Gérard Desforges
- Carole Trévoux : Sylvie Desforges
- Anne Charrier : Eva Veredia
- Jérémie Renier : Muller
- Féodor Atkine : Hector Fernbach

## Recepção
Na França, o filme tem uma nota média de 3,5/5 no agregador do AlloCiné, calculada a partir de 23 resenhas da imprensa.